# Legnagyobb birodalmak listája
A történelem legnagyobb birodalmainak listája terület szerint rendezve.

## A lista
| A birodalom neve                  | Terület (millió km²) | Összefüggő terület? | Térkép                                                             | Maximumának ideje | Népesség (millió)         | a világ népességének százaléka |
| --------------------------------- | -------------------- | ------------------- | ------------------------------------------------------------------ | ----------------- | ------------------------- | ------------------------------ |
| 11a                               | 0                    | a                   | -9999                                                              | 0                 | 0                         |                                |
| Brit Birodalom                    | 35,5                 | TAGOLT TERÜLETŰ     |                                                                    | 1920              | 531 millió (1938-ban)     | 23,1%                          |
| Mongol Birodalom                  | 24,0                 | Igen                |                                                                    | 1270 vagy 1309    | 110 millió (XIII. század) | 25,6% (XIII. sz.-ban)          |
| Orosz Birodalom                   | 22,8                 | Igen                |                                                                    | 1867              | 176 millió (1913-ban)     | 9,8%                           |
| Szovjetunió                       | 22,3 22,4            | Igen                |                                                                    | 1945 — 1991       |                           |                                |
| Spanyol Birodalom                 | 20,4                 | TAGOLT TERÜLETŰ     |                                                                    | kb. 1740-1790     | 68,2 millió               | 12,3% (XVII. század)           |
| Csing-dinasztia (Kínai Birodalom) | 14,7                 | Igen                | sinmarco                                                           | 1790              | 432 millió (1851-ben)     | 36,6% (1820-ban)               |
| Orosz Cárság                      | 14                   | Igen                |                                                                    | 1689              |                           |                                |
| Második francia gyarmatbirodalom  | 13,5                 | TAGOLT TERÜLETŰ     |                                                                    | 1920              | 150,8 (1938-ban)          | 6,9%                           |
| Omajjád Kalifátus                 | 13,2                 | Igen                | sinmarco                                                           | 720 - 750         | 62 (VIII. század)         | 29,5%                          |
| Abbászida Kalifátus               | 11,1                 | Igen                |                                                                    | 750               |                           | 20,0%                          |
| Jüan-dinasztia (Kína)             | 11,0                 | Igen                |                                                                    | 1310              | 86 (1290-ben)             |                                |
| Portugál Birodalom                | 10,4                 | TAGOLT TERÜLETŰ     |                                                                    | 1815 – 1849       |                           |                                |
| Első francia gyarmatbirodalom     | 10,0                 | TAGOLT TERÜLETŰ     | Mapa del primer (verde) y segundo (azul) imperio colonial francés. | 1680              | 30 (1680-ban)             | 5%                             |
| Imperialista USA                  | 9,8                  | TAGOLT TERÜLETŰ     |                                                                    | 1899              |                           |                                |
| Brazil Birodalom                  | 8,5                  | Igen                |                                                                    | 1880              |                           |                                |
| Japán Birodalom                   | 7,4                  | TAGOLT TERÜLETŰ     |                                                                    | 1942              | 134,8 (1938-ban)          | 5,9%                           |
| Han-dinasztia (Kína)              | 6,5                  | Igen                |                                                                    | 100               | 74,0                      | 26,0%                          |
| Ming-dinasztia (Kína)             | 6,5                  | Igen                |                                                                    | 1450              | 110 (1600-ban)            | 28,8%                          |
| Rásidún Kalifátus                 | 6,4                  | Igen                |                                                                    | 655               |                           | 19 %                           |
| Harmadik Birodalom                | 6,4                  | Igen                |                                                                    | 1942              | 75,4 millió (1938-ban)    |                                |
| Arany Horda                       | 6,0                  | Igen                |                                                                    | 1310              |                           |                                |
| Türk Birodalom                    | 6,0                  | Igen                |                                                                    | 557               |                           |                                |
| Óperzsa Birodalom                 | 5,5                  | Igen                | sinmarco                                                           | Kr. e. 480        | 49,4 (Kr. e. 5. század)   | 44,0% (Kr.e. 5. század)        |
| Ujgur Kaganátus                   | 5,5                  | Igen                |                                                                    | 800               |                           |                                |
| Tang-dinasztia (Kína)             | 5,4                  | Igen                |                                                                    | 715               | 53,0 (755-ben)            | 28,0%                          |
| Szeleukida Birodalom              | 5,2                  | Igen                |                                                                    | 323               |                           |                                |
| Oszmán Birodalom                  | 5,2                  | Igen                |                                                                    | 1683              |                           | 7,1% (XVII. század)            |
| Római Birodalom                   | 5,0                  | Igen                |                                                                    | 117               | 80,0 (II. század)         | 35,9%                          |
| Maurja Birodalom                  | 5,0                  | Igen                |                                                                    | Kr. e. 250        | 50,0                      | 33,3% )                        |
| Északi Jüan Kánság                | 5,0                  | Igen                |                                                                    | 1550              |                           |                                |
| I. Mexikói Császárság             | 4,9                  | Igen                |                                                                    | 1822              |                           |                                |
| Hszin-dinasztia (Kína)            | 4,7                  | Igen                |                                                                    | 10                |                           |                                |
| Tibeti Birodalom                  | 4,6                  | Igen                |                                                                    | 800               |                           |                                |
| Timur Lenk birodalma              | 4,6                  | Igen                |                                                                    | 1405              |                           |                                |
| Mogul Birodalom                   | 4,6                  | Igen                |                                                                    | 1690              | 175,0 (1700-ban)          | 29,2%                          |
| Bizánci Birodalom                 | 4,5                  | Igen                |                                                                    | 555               |                           |                                |
| Fátimidák Kalifátusa              | 4,1                  | Igen                |                                                                    | 969               |                           |                                |
| A hsziungnuk birodalma            | 4,03 – 9,0           | Igen                |                                                                    | Kr. e. 176        |                           |                                |
| Hun Birodalom                     | 4,0                  | Igen                |                                                                    | 441               |                           |                                |
| Inka Birodalom                    | 2,0                  | Igen                |                                                                    | 1527              | 10                        |                                |

## Fordítás
- Ez a szócikk részben vagy egészben  az   Anexo:Imperios por superficie című spanyol Wikipédia-szócikk fordításán alapul.  Az eredeti cikk szerkesztőit annak laptörténete sorolja fel. Ez a jelzés csupán a megfogalmazás eredetét és a szerzői jogokat jelzi, nem szolgál a cikkben szereplő információk forrásmegjelöléseként.